# Karesuando
Karesuando ( PRONÚNCIA; finlandês Kaaresuvanto, lapônico Karesuanto, Gárasavvon ou Karasavvon) é a localidade mais a norte da Suécia, localizada a 250 km a norte do Círculo Polar Ártico.
Está situada na margem direita do rio Muonio, que constitui a fronteira com a Finlândia. Pertence ao município de Kiruna, no condado de Norrbotten. A população em 2016 era de 280 habitantes.

Do lado finlandês, Kaaresuvanto tem cerca de 140 habitantes. As duas localidades irmãs estão ligadas por uma ponte, construída em 1980. A zona circundante foi palco de violentos combates entre alemães e finlandeses em Dezembro de 1944, na Segunda Guerra Mundial.

## Comunicações
- E45 (de Karesuando, na Suécia, até Gela, na Itália)
- Estrada Nacional 99 (de Haparanda a Karesuando)